# Muskoka River
Muskoka River är ett vattendrag i Kanada.   Det ligger i provinsen Ontario, i den sydöstra delen av landet, 290 km väster om huvudstaden Ottawa.
Runt Muskoka River är det glesbefolkat, med 20 invånare per kvadratkilometer.